# Sala Consilina
Sala Consilina – miejscowość i gmina we Włoszech, w regionie Kampania, w prowincji Salerno.
Według danych na rok 2004 gminę zamieszkiwało 12 726 osób, 215,7 os./km².
Była to stolica tytularna polskiego biskupa Gerarda Bernackiego.